# Троицкий собор (Днепр)
Свято-Троицкий Кафедральный собор (укр. Свято-Троїцький Кафедральний собор) — православный кафедральный собор в городе Днепр, построенный в XIX веке по проекту Людвига Шарлемань-Боде и Петра Висконти. На протяжении всего XIX века именовался то Троицкой церковью, то церковью Сошествия Святого Духа.

## История
Собор был возведён в XIX веке на месте освященной в январе 1791 года первой в Екатеринославе деревянной Казанской церкви по ходатайству купечества города петербургскими архитекторами Людвигом Шарлемань-Боде и Петром Висконти (они же были авторами проекта Успенского собора на екатеринославской Успенской площади, освящённого в 1850 году который не сохранился и полностью перестроенного в советское время).
Место под новый храм освятили в 1837 году, в 1855 году в нём начались службы. В память о церкви-предшественнице его правый придел посвящён Казанской иконе Божией Матери (левый — апостолу Андрею Первозванному). Архитектура храма представляет собой достаточно редкое сочетание классического (пилястры, порталы, лепные трубящие ангелы) и русско-византийского (кокошники, наличники окон фасадов и куполов) стилей. Особенно интересна композиция прямоугольных в плане апсид. 
В 1862 году началось строительство колокольни, ставшей самым высоким сооружением в Екатеринославе того времени. В конце XIX века здания храма и колокольни были соединены между собой. Позднее были построены дома причта и церковно-приходской школы.
Во второй половине XIX века собор исполнял функции городской приходской церкви. Согласно «Епархиальным ведомостям», причт собора состоял из трёх священников, одного диакона, нескольких псаломщиков. Духовенство кроме прямых священнических обязанностей принимало участие в работе церковных административных учреждений, занималось преподавательской деятельностью и проповедовало.
В конце 1900-х годов в храме проводились большие ремонтные работы.

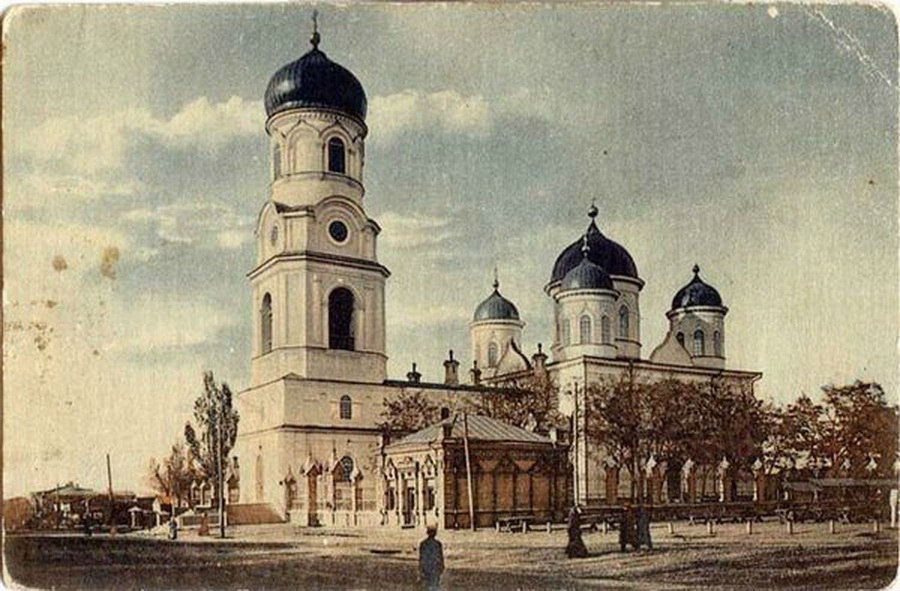
Троицкая церковь. Начало XX века.

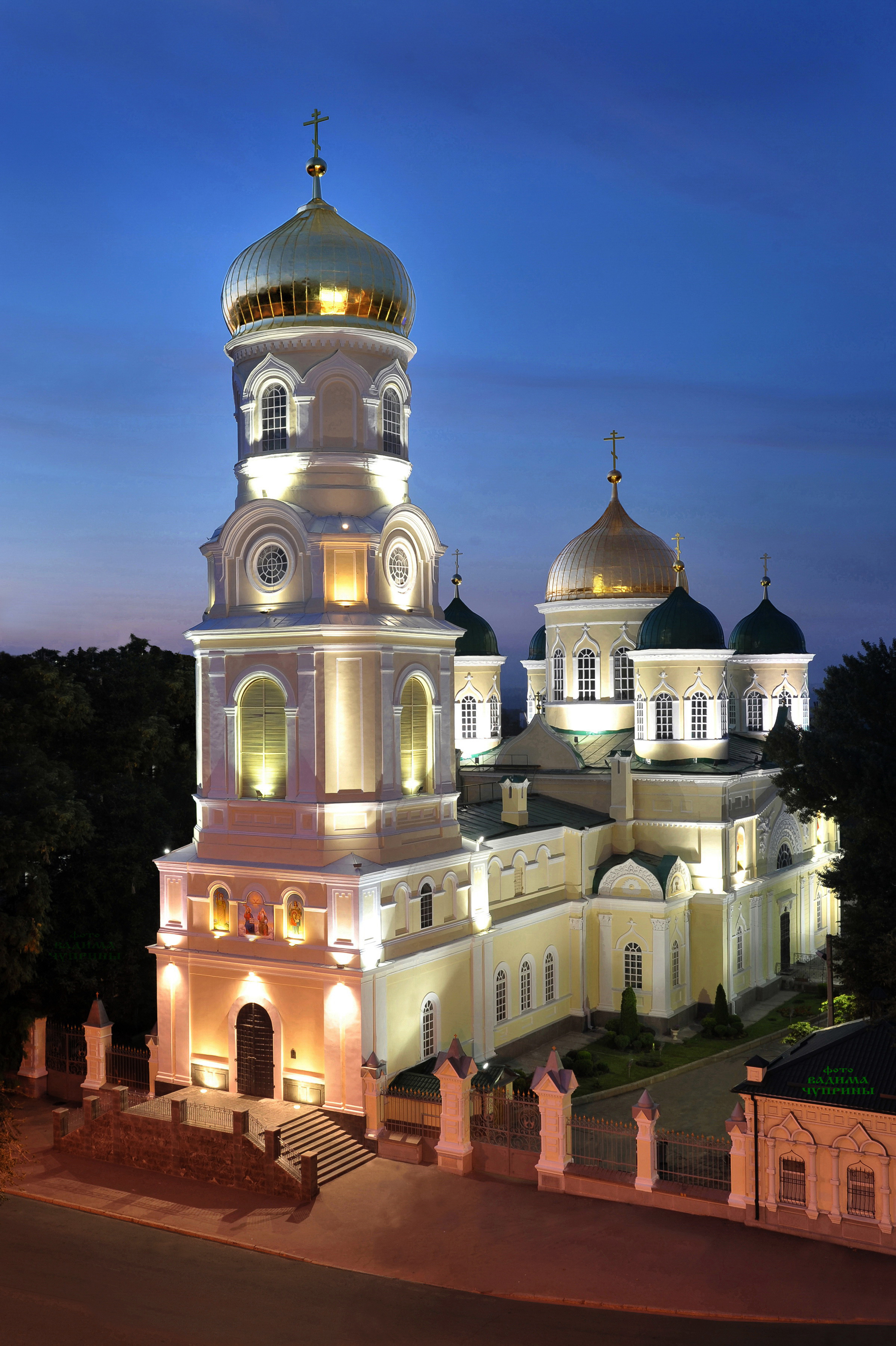
Свято-Троицкий собор ночью

В годы Советской власти, после того, как закрылся Спасо-Преображенский собор, сюда перемещается кафедра правящего архиерея. Архиерейский дом разместился по соседству, на Красной улице; его первым насельником стал владыка Агапит.
В 1930-х годах, во время борьбы с религией в СССР, собор был закрыт.
Здание было отдано под фуражный склад. В этот период стены храма прорублены для сооружения ярусов-настилов. Перепады температур, грязь нанесли большой вред внутреннему убранству собора, особенно росписям.
Богослужения возобновились в 1941 году, после занятия города немецкими войсками — и более не прекращались. В 1943 году, при освобождении города советскими войсками, погиб настоятель храма протоиерей Владимир Капустинский (до революции был инспектором епархиального женского училища и настоятелем Введенской церкви). 27 октября 1943 года, через два дня после освобождения Днепропетровска, во дворе храма был расстрелян протодиакон собора Илларион (его могила расположена на территории собора).
В начале 1944 года замещается Днепропетровская кафедра (одной из первых на освобожденной Украине), и собор становится кафедральным. С 1944 года в нём ведутся первоочередные восстановительные работы, в 1956 году начата его капитальная реставрация.
Приведение в порядок внешнего и внутреннего убранства храма и благоустройство окружающей территории в наше время ведутся настоятелем, протоиереем Владимиром Аксютиным благодаря поддержке Владыки Иринея, возглавляющего епархию с 1993 года.
У стен собора похоронены епархиальные архиереи Андрей (Комаров), Варлаам (Ильющенко), Кронид (Мищенко), настоятели собора, расстрелянный протодиакон Илларион, а также жители города, ставшие жертвами немецких бомбардировок в 1941 году.
В соборе находятся святыни: икона Святой Троицы с частицей Мамврийского дуба, икона «Плачущий Спаситель», иконы Божией Матери «Иверская», «Казанская», «Достойно есть», «Самарская», два креста-мощевика с частицами мощей почитаемых в православии святых. Среди реликвий сохраняются иконостас Казанской церкви и гробница из Свято-Николаевского (Брянского) собора.
В соборе проходят ежедневные службы, совершаются требы. В праздничные дни утром — две службы: в 7 и 9 часов утра. В воскресные дни на вечерней службе — чтение акафиста, а в субботние дни — елеопомазание совершает правящий архиерей.